# Michael Donnellan (Politiker)

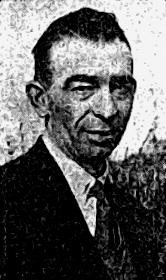
Michael Donnellan (um 1944)

Michael Donnellan (irisch Micheál Ó Domhnalláin; * 1. Januar 1900 in Dunmore, County Galway; † 27. September 1964) war ein irischer Politiker der Sinn Féin, der Fianna Fáil (FF) und zuletzt des Clann na Talmhan (CnT), der zwischen 1943 und 1964 Mitglied des Dáil Éireann, des Unterhauses des Parlaments (Oireachtas) der Republik Irland, war. Er fungierte zwischen 1939 und 1943 als Vorsitzender des Clann na Talmhan und bekleidete zudem Posten als Parlamentarischer Sekretär in verschiedenen Regierungen.

## Leben
Michael Donnellan, der als Landwirt tätig war, engagierte sich in den 1920er Jahren für Sinn Féin sowie in den 1930er Jahren für die Fianna Fáil (FF). 1939 gründete er die Partei Clann na Talmhan („Kinder des Bodens“), um die Interessen der Landwirte Irlands politisch zu vertreten, und wurde Vorsitzender des CnT. Weitere Ziele waren die Stärkung der Interessen von Kleingrundbesitzern, Unterstützung durch den Staat bei Neulandgewinnung, Senkung der Grundsteuern auf Farmland und verstärkte Aufforstung. Am 30. Mai 1940 berwarb er sich bei einer Nachwahl (by-election) im Wahlkreis Galway West für ein Mandat im Dáil Éireann, des Unterhauses des Parlaments (Oireachtas) der Republik Irland. Er erreichte allerdings nur 5735 Stimmen (27,88 Prozent) und verpasste damit den Einzug ins Parlament. Bei den Wahlen am 23. Juni 1943 wurde er im Wahlkreis Galway East erstmals zum Abgeordneten (Teachta Dála) gewählt und gehörte diesem nach seiner Wiederwahl am 30. Mai 1944 sowie am 4. Februar 1948 bis zum 14. Mai 1951 an. Obwohl der Clann na Talmhan bei den Wahlen am 23. Juni 1943 auf Anhieb 10,15 Prozent der Wählerstimmen erhielt und 14 Mandate im 138-köpfigen Dáil Éireann bekam, trat er als Parteivorsitzender des CnT zurück und wurde von Joseph Blowick abgelöst.
Zu dieser Zeit hielt er auch einige Reden, die von rechtsextremen und antisemitischen Äußerungen geprägt waren. So erklärte er im Juni 1943: „Ich wurde Hitler genannt. Ich akzeptiere den Namen, weil ich beabsichtige, die Berufspolitiker aus Irland zu vertreiben, so wie Hitler die Juden aus seinem Land vertrieben hat.“ (‚I have been called a Hitler. I accept the name, because I intend to drive the professional politicians out of Ireland, just as Hitler drove the Jews out of his country.‘) Bereits drei Monate zuvor hatte er erklärt, die Daseinsberechtigung des Clann na Talmhan-Programms bestehe darin, „den Würgegriff der Geldräuber und Juden zu brechen“ (‚break the stranglehold of the money grubbers and Jews‘).
Bei den Wahlen am 4. Februar 1948 wurde Donnellan mit 4582 Stimmen (19,63 Prozent) für den Clann na Talmhan im Wahlkreis Galway North wiederum in den Dáil Éireann gewählt und vertrat diesen Wahlkreis nach seinen Wiederwahlen am 14. Mai 1951, 15. Dezember 1954 und 5. März 1957 bis zum 4. Oktober 1961. Auch bei diesen Wahlen wurde er jeweils mit dem besten Ergebnis (1951: 7923 Stimmen, 34,79 Prozent, 1954: 7889 Stimmen, 33,7 Prozent sowie 1957: 7399 Stimmen, 33,07 Prozent) wiedergewählt. Nach der Wahl vom 4. Februar 1948 endete die langjährige Regierung der Fianna Fáil, die mit Éamon de Valera seit 1932 den Premierminister (Taoiseach) gestellt hatte. John A. Costello von der Fine Gael (FG) bildete eine Koalitionsregierung mit der Labour Party (ILP), der National Labour Party (NLP), dem Clann na Poblachta (CnP) und dem Clann na Talmhan (CnT). In dieser ersten Regierung Costello fungierte Donnellan zwischen dem 18. Februar 1948 und dem 7. Mai 1951 als Parlamentarischer Sekretär beim Finanzminister, während der CnT-Vorsitzende Joseph Blowick das Amt des Landministers bekleidete. In der zweiten Regierung Costello war er vom 2. Juni 1954 bis zum 20. März 1957 wieder Parlamentarischer Sekretär beim Finanzminister, während Blowick abermals das Amt des Landministers innehatte.
Bei den Wahlen am 4. Oktober 1961 wurde Michael Donnellan nunmehr wieder im Wahlkreis Galway East zum Mitglied des Dáil Éireann gewählt und gehörte diesem bis zu seinem Tode am 27. September 1964 an. Als Donnellan 1964 starb, trat sein Sohn John Donnellan, der auch ein bekannter Gaelic-Football-Spieler, Teachta Dála sowie Staatsminister war, der Partei Fine Gael bei. Blowick trat bei der folgenden Wahl am Wahlen am 7. April 1965 nicht mehr an, was das Ende der Partei darstellte. Auch sein gleichnamiger Enkel Michael Donnellan war ein bekannter Gaelic-Football-Spieler.